# Order Półksiężyca

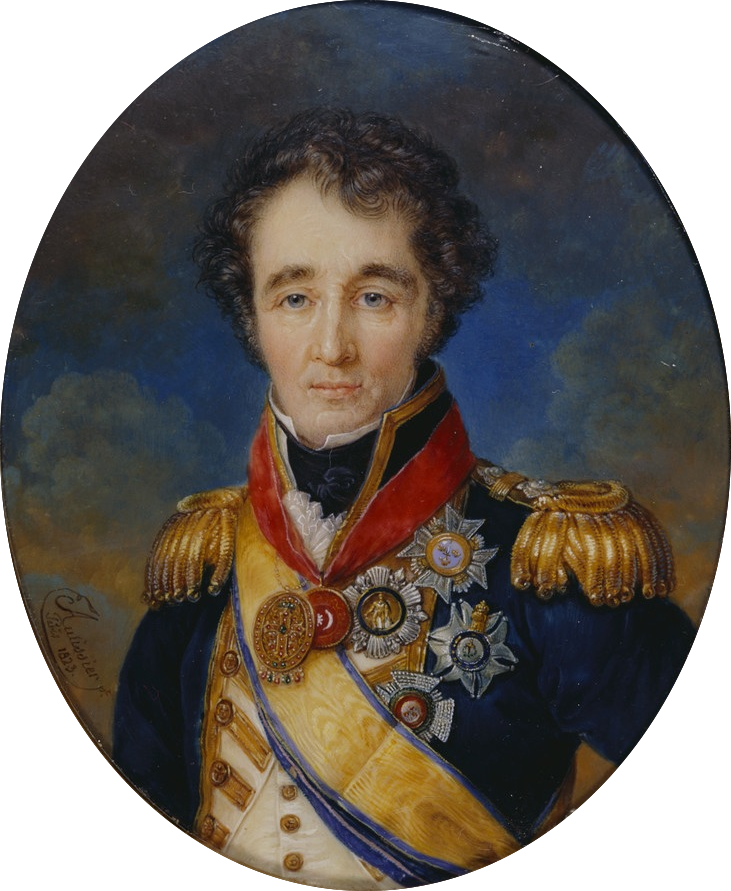
Admirał Sidney Smith z Orderem Półksiężyca na czerwonej wstędze na szyi.

Order Półksiężyca (tur. Hilal Nişanı) – odznaczenie Imperium Osmańskiego nadawane w latach 1799–1831, ustanowione przez sułtana Selima III po bitwie w Zatoce Abukir i przeznaczone do nagradzania zagranicznych wojskowych.
Podzielony był na trzy klasy:
- I klasa – odznaka w brylantach na wielkiej wstędze i gwiazda orderowa,
- II klasa – odznaka na wstędze na szyi,
- III klasa – odznaka na wstążce przeciąganej przez dziurkę od guzika w mundurze.

Order noszony był na czerwonej wstędze orderowej. Wewnątrz awersu medalionu środkowego odznaki znajdował się półksiężyc z gwiazdą (później również umieszczony na Fladze Imperium Osmańskiego), a na rewersie sułtańska tugra.
W 1931 order zastąpił nowy Order Sławy.

## Odznaczeni
Odznaczono m.in. niemal tysiąc brytyjskich oficerów, wśród nich znaleźli się: adm. Horatio Nelson, adm. George Elphinstone Keith, gen. Ralph Abercromby, gen. Lord Hutchinson, adm. Sidney Smith.